# Руенгпанявут, Наттхапхонг
Наттхапхонг Руенгпанявут (тайск. ณัฐพงษ์ เรืองปัญญาวุฒิ; также известный как Тэнг (тайск. เท้ง); род. 18 мая 1987, Сонгкхла, Таиланд) — тайский политический деятель, лидер оппозиции, председатель «Народной партии» (де-факто преемницы партии «Движение вперёд», распущенной Конституционным судом в 2024 году) и член Палаты представителей Таиланда.

## Биография

### Ранние годы
Наттхапхонг родился 18 мая 1987 года и является четвёртым ребенком магната недвижимости Сучарта Руенгпанявута, президента Chanuntorn Development Group. Компании Сучарта в основном сосредоточены на развитии элитных домов, таунхаусов и кондоминиумов вокруг Тонбури. Среднее образование получил в школе Тавитхаписек, а степень бакалавра в области компьютерной инженерии — в Университете Чулалонгкорна. Затем Наттхапхонг основал и работал руководителем в своей компании облачных услуг Absolute Management Solutions Co Ltd после окончания учебы.

### Политическая карьера
Наттхапхонг Руенгпанявут был избран в Палату представителей на выборах 2019 года после победы в избирательном округе Бангкока 28 (Банг Кхэ), выдвинувшись от «Партии будущего», с небольшим перевесом одержав победу над кандидатом от партии «Паланг Прачарат». Лидер «Партии будущего» Танаторн Джангрунгруанкит поручил ему курировать онлайн-платформы партии. Он продолжил эту роль, став депутатом от партии «Движение вперёд» после того, как «Партия будущего» была распущена в 2020 году.

#### Депутат от «Движения вперёд»
2 ноября 2022 года «Движение вперёд» представила в Палату представителей законопроект, направленный на либерализацию и прекращение олигополии тайской алкогольной промышленности, который был отклонён с небольшим перевесом: 177 против и 174 за. Это побудило Наттхапхонга предложить провести второе голосование, которое всё равно не получило успеха: 196 против и 194 за. В тот же день правительство Таиланда ввело новые правила продажи спиртных напитков.
Во время парламентских выборов 2023 года Наттхапхонг Руенгпанявут решил участвовать в выборах в качестве кандидата по партийному списку. Он покинул пост депутата избирательного округа Бангкока № 28 20 марта 2023 года. Во время предвыборной кампании политик представлял свою партию на мероприятии в Университете Чулалонгкорна 3 мая 2023 года, где он рассказал о том, как инновации имеют решающее значение для искоренения коррупции в Таиланде. Он утверждал, что инновации позволят тайскому народу лучше критиковать своё правительство, но эти инновации могут произойти только в том случае, если правительство это позволит. Он был переизбран в Палату представителей. 5 июля он подал декларацию об активах в Национальную антикоррупционную комиссию (НАК), где он и его жена Наттхапорн Чан-ин заявили, что их активы в общей сложности составляют 402,5 млн бат, из которых 397,3 млн бат принадлежали ему.
После выборов «Движение вперёд» попыталось сформировать коалицию с партией «Пхыа Тхаи» и другими более мелкими партиями с Питой Лимджароенратом в качестве премьер-министра. Ожидалось, что Наттхапхонг Руенгпанявут займёт пост министра цифровой экономики и общества. Однако «Движение вперёд» позже было исключено из коалиции партией «Пхыа Тхаи» в пользу провоенных консервативных партий. Партия «Движение вперёд» впоследствии стала главной оппозиционной партией в Палате представителей.
20 апреля 2024 года политик участвовал в семинаре «Движения вперёд», на котором обсуждалась схема цифрового кошелька, предложенная премьер-министром Сеттхой Тхависином, где Руенгпанявут выразил сомнения относительно готовности приложения Tang Rat. В качестве заместителя генерального секретаря Департамента развития информационных и цифровых систем «Движения вперёд» он присутствовал на выставке этики ИИ 2024 года в CentralWorld, Бангкок. На выставке он заявил о своей убеждённости в том, что Таиланд должен иметь политику как поощрения, так и регулирования отрасли ИИ. Позднее в 2024 году Руенгпанявут стал заместителем генерального секретаря «Движения вперёд». 7 июля он объявил, что партия выдвинет от 10 до 20 кандидатов на пост председателей в провинциальных административных организациях.

#### Лидер «Народной партии»
7 августа 2024 года коллегия из девяти судей Конституционного суда Таиланда единогласно проголосовала за роспуск партии «Движение вперёд». Решение также включало 10-летний запрет на политическую деятельность 11 нынешним и бывшим руководителям партии, включая Питу Лимджароенрата, который привёл партию к победе на выборах 2023 года, и Чайтавата Тулатона, последнего лидера партии. Однако оставшиеся 143 депутата от партии «Движения вперёд» сохранили свои места в Палате представителей и реорганизовались в новую партию, присоединившись к небольшой партии «Тхинкакхао Чаввилай», и переименовав её в «Народную партию».
9 августа Наттхапхонг Руенгпанявут был избран новым председателем преемницы «Движения вперёд» — «Народной партии». Его избрание лидером партии было единогласным. В руководство «Народной партии» также вошли: бывший заместитель председателя «Движения вперёд» Сириканья Тансакул, ставшая заместителем председателя «Народной партии», бывший директор «Движения вперёд» Сарают Джайлак, ставший генеральным секретарём «Народной партии». Избрание Руенгпанявута лидером стало неожиданностью для многих политических наблюдателей, которые ожидали, что Сириканья Тансакул займёт пост председателя партии. Позже она заявила, что никогда не собиралась становиться лидером партии, и что она фактически выдвинула Руенгпанявута на пост лидера.
Став лидером партии, Наттхапхонг Руенгпанявут заявил, что новая партия продолжит придерживаться идеологии «Движения вперёд» и что «наша миссия состоит в том, чтобы создать правительство „изменений“ после выборов 2027 года». Несмотря на приведшее к роспуску стремление «Движения вперёд» изменить статью 112 об оскорблении величества, Руенгпанявут заявил, что «Народная партия» всё равно продолжит настаивать на внесении поправок в эту статью, хотя и с большей осторожностью. Это обещание подверглось критике со стороны коалиционных партий. Наттхапхонг Руенгпанявут также заявил, что партия будет стремиться получить достаточно мест для формирования однопартийного правительства, поскольку «Движение вперед» было исключено из коалиции с нынешней правящей партией «Пхыа Тхай», когда она пыталась сформировать правительство после выборов 2023 года. «Народная партия» под руководством Руенгпанявута также стала крупнейшей в Палате представителей, имея 143 депутата.
25 сентября 2024 года Наттхапхонг Руенгпанявут был назначен лидером оппозиции. Королевский приказ был опубликован 1 октября 2024 года, и в тот же день состоялась церемония ответа на королевский приказ.